# Färöischer Literaturpreis

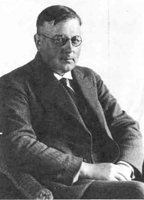
M.A. Jacobsen

Der Färöische Literaturpreis, auch bekannt als Mentanarvirðisløn M. A. Jacobsen (Kulturpreis M. A. Jacobsen) ist der angesehenste Preis, der auf den Färöern für färöische Literatur und Literatur in färöischer Sprache vergeben wird. Der Preis zählt neben dem Kulturpreis der Färöer (Mentanarvirðisløn Landsins) zu den bedeutendsten Auszeichnungen des Landes.

## Der Preis
Der Preis wird seit 1958 jährlich in den Tagen um den 17. September von der Kommune Tórshavn vergeben. 
Der 17. September ist der Geburtstag von M. A. Jacobsen (1891–1944), einem färöischen Bibliothekar und Schriftsteller, der unter anderem zusammen mit Christian Matras im Jahr 1928 erstmals das inzwischen bekannte und geschätzte färöisch-dänische Wörterbuch (Føroysk-donsk orðabók) herausbrachte, das zahlreiche Neuauflagen erlebte. Darüber hinaus leitete M. A. Jacobsen von 1918 bis 1934 den neugegründeten Literaturverein Varðin und war danach für viele Jahre bis zu seinem Tod Bürgermeister der färöischen Hauptstadt Tórshavn.
Bis 1968 gab es nur einen Preis, den sich aber manchmal zwei Autoren teilten. Seit 1969 gibt es gesonderte Preise für Belletristik (fagurbókmentir) und Fachliteratur (yrkisbókmentir). Seit 1983 hat sich ein dritter Preis für andere Kulturleistungen eingebürgert. Keiner der drei Preise muss vergeben werden – es kann also Jahre geben, wo es keinen, einen oder zwei Preisträger gibt.
Zwei der hier genannten Preisträger, William Heinesen und Rói Patursson, haben auch den Literaturpreis des Nordischen Rates erhalten, der der nächsthöhere Preis für färöische Autoren ist. Der österreichische Färöerforscher Ernst Krenn hätte in einem Aufsatz auch gerne Hans Andrias Djurhuus als Nobelpreisträger gesehen, doch in seinem Fall kam es zu keiner Nominierung.
Die meisten der Autoren sind Färinger und die allermeisten der ausgezeichneten Bücher erschienen ursprünglich in färöischer Sprache, aber manchmal auch in anderen Sprachen, wie der Fall William Heinesen zeigt, der hauptsächlich auf Dänisch schrieb. Einzige Bedingung für eine Nominierung ist heute, dass eine färöische Übersetzung des preiswürdigen Werkes herausgegeben wurde.

## Die Preisträger

### 1958 bis 1968
| 1958 | Jóan Chr. Poulsen und T.N. Djurhuus     |
| 1959 | R. K. Rasmussen und Jens Pauli Heinesen |
| 1960 | Valdemar Poulsen                        |
| 1961 | Karsten Hoydal                          |
| 1962 | Martin Joensen                          |
| 1963 | Poul F. Joensen                         |
| 1964 | Heðin Brú                               |
| 1965 | Christian Matras und Páll J. Nolsøe     |
| 1966 | Hans Dalsgaard und J. Símun Hansen      |
| 1967 | Johanna Maria Skylv-Hansen              |
| 1968 | Robert Joensen                          |

### Seit 1969
|      | Belletristik                          | Fachliteratur                                  | Andere Kulturleistungen                                        |
| 1969 | Jens Pauli Heinesen und Rói Patursson | Hans J. Glerfoss und H. D. Joensen             | keiner                                                         |
| 1970 | keiner                                | keiner                                         | keiner                                                         |
| 1971 | keiner                                | keiner                                         | keiner                                                         |
| 1972 | keiner                                | keiner                                         | keiner                                                         |
| 1973 | Jens Pauli Heinesen und Regin Dahl    | Einar Joensen, Pól Petersen und Katrina Østerø | keiner                                                         |
| 1974 | Guðrið Helmsdal                       | Jákup í Jákupsstovu                            | keiner                                                         |
| 1975 | William Heinesen                      | Sámal Johansen                                 | keiner                                                         |
| 1976 | Rikard Long                           | Óluva Skaale und Marius Johannesen             | keiner                                                         |
| 1977 | Alexandur Kristiansen                 | Jeffrei Henriksen                              | keiner                                                         |
| 1978 | Hans Thomsen                          | Maria Eide Petersen                            | keiner                                                         |
| 1979 | Regin Dahl                            | Bjarni Niclasen                                | keiner                                                         |
| 1980 | Christian Matras                      | Hanus Andreassen                               | keiner                                                         |
| 1981 | Steinbjørn B. Jacobsen                | Erlendur Patursson                             | keiner                                                         |
| 1982 | Gunnar Hoydal                         | Jóannes Rasmussen                              | keiner                                                         |
| 1983 | Oddvør Johansen                       | Jørgen M. Olsen                                | Petur W. Háberg                                                |
| 1984 | Jóanes Nielsen                        | Jóhannes av Skarði                             | keiner                                                         |
| 1985 | Heðin M. Klein                        | Niels Juel Arge                                | Kristian O. Viderø                                             |
| 1986 | Hanus Andreassen                      | Hans Jacob Debes                               | keiner                                                         |
| 1987 | Astrid Joensen                        | Eyðun Andreassen                               | Sigurð Joensen                                                 |
| 1988 | Rói Patursson                         | Sigurd Berghamar                               | Karsten Hoydal                                                 |
| 1989 | Carl Jóhan Jensen                     | Axel Tórgarð                                   | keiner                                                         |
| 1990 | D. P. Danielsen                       | Svenning Tausen                                | keiner                                                         |
| 1991 | Bárður Jákupsson                      | Jóhan Hendrik Winther Poulsen                  | keiner                                                         |
| 1992 | Tóroddur Poulsen                      | keiner                                         | keiner                                                         |
| 1993 | Jens Pauli Heinesen                   | Malan Marnersdóttir                            | Oskar Hermannsson                                              |
| 1994 | keiner                                | Jógvan Isaksen                                 | keiner                                                         |
| 1995 | Kári P. (Petersen)                    | Martin Næs                                     | keiner                                                         |
| 1996 | keiner                                | Elin Súsanna Jacobsen                          | Árni Dahl                                                      |
| 1997 | Petur Jensen                          | Doris Hansen                                   | Ólavur Hátún                                                   |
| 1998 | keiner                                | J.P. Gregoriussen                              | Frits Johannesen                                               |
| 1999 | keiner                                | Dorete Bloch                                   | Martin Tórgarð                                                 |
| 2000 | Oddfríður Marni Rasmussen             | Zakarias Wang                                  | Rigmor Restorff                                                |
| 2001 | Annfinnur í Skála                     | Bogi Hansen                                    | Zacharias Hammer                                               |
| 2002 | Oddvør Johansen                       | Andras Mortensen                               | Kristian Blak                                                  |
| 2003 | keiner                                | Marianne Clausen                               | Vilhelm Magnussen                                              |
| 2004 | Sigri Mitra Gaïni                     | Gianfranco Contri                              | Mortan Winther Poulsen                                         |
| 2005 | keiner                                | Turið Kjølbro                                  | Jón Tyril                                                      |
| 2006 | Carl Jóhan Jensen                     | Guðrun Gaard                                   | Ebba Hentze                                                    |
| 2007 | Martin Joensen                        | Petur Jacob Sigvardsen                         | Laura Joensen                                                  |
| 2008 | Sólrún Michelsen                      | Hanus Kjølbro                                  | Anna Kirstin Thomsen                                           |
| 2009 | Vida Akselsdóttir Højgaard            | Birgar Johannessen                             | Arnbjørn Ólavson Dalsgarð und Oddfríður Marni Rasmussen Vencil |
| 2010 | Tóroddur Poulsen                      | Rógvi Mouritsen                                | Bjørki Geyti (Føroya Sjósavn)                                  |
| 2011 | keiner                                | Nicolina Jensen Beder                          | Jógvan Isaksen (Mentunargrunnur Studentafelagsins)             |
| 2012 | Jóanes Nielsen                        | Eivind Weyhe                                   | Jens-Kjeld Jensen                                              |
| 2013 | Katrin Ottarsdóttir                   | Poul Jespersen                                 | Turið Sigurðardóttir                                           |
| 2014 | Kim Simonsen                          | Óli Olsen                                      | Margreta Næss                                                  |
| 2015 | Carl Jóhan Jensen                     | Jóan Pauli Joensen                             | Jákup Veyhe                                                    |
| 2016 | Heðin M. Klein                        | keiner                                         | Eilif Samuelsen                                                |
| 2017 | Sissal Kampmann                       | keiner                                         | Simme Arge Jacobsen                                            |
| 2018 | Rannvá Holm Mortensen                 | keiner                                         | Edward Fuglø                                                   |
| 2019 | Oddfríður Marni Rasmussen             | Hanus Kamban                                   | Bernharður Wilkinson                                           |
| 2020 | Lív Maria Róadóttir Jæger             | Hjalmar P. Petersen                            | Jógvan D. Hansen                                               |
| 2021 | keiner                                | Jógvan í Lon Jacobsen                          | Trond Trosterud                                                |